# Carte de mobilité intégrée

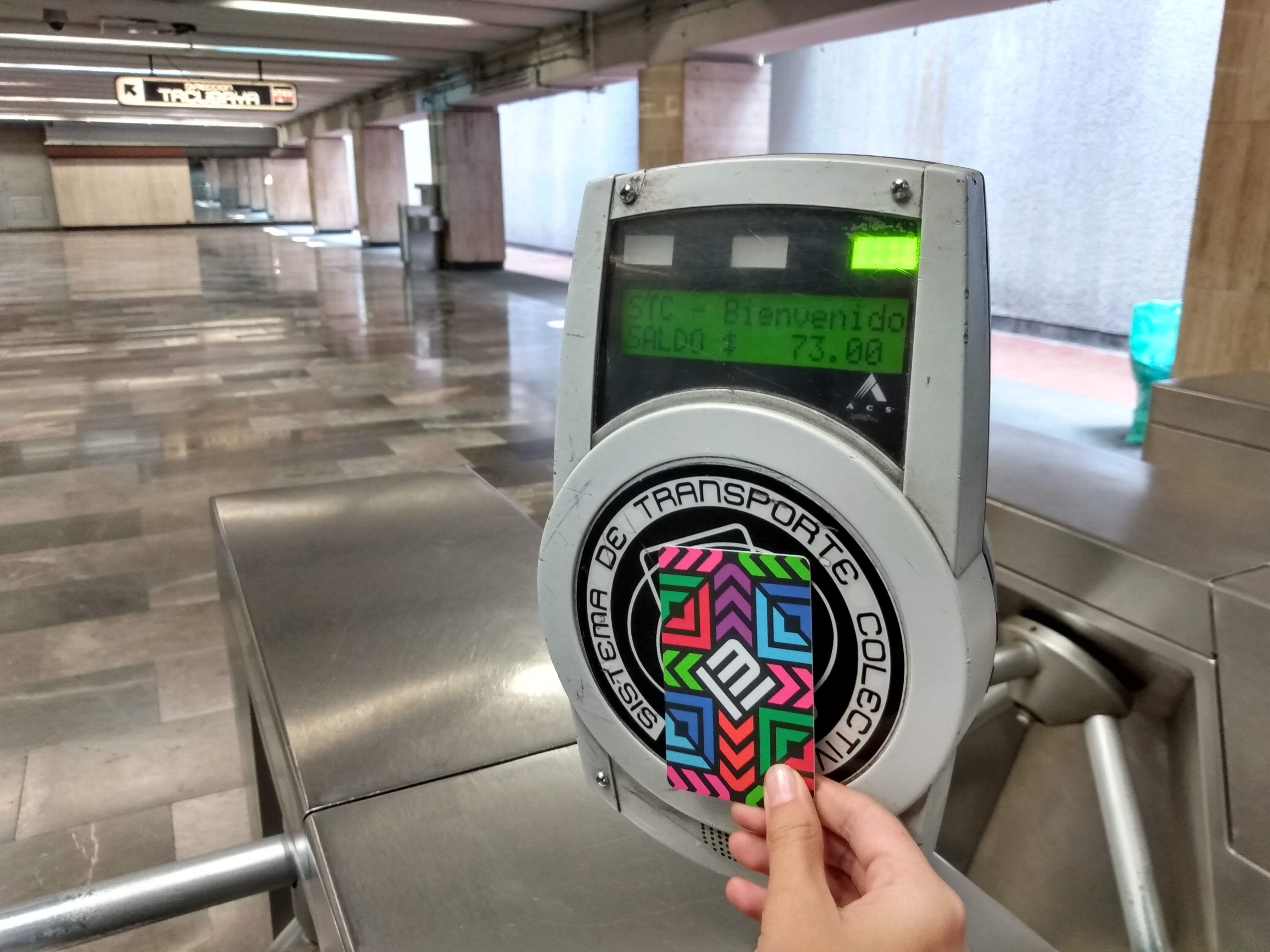
Carte devant un validateur du métro de Mexico.

La carte de mobilité intégrée (Tarjeta de Movilidad Integrada MI), est le moyen de paiement électronique sans contact pour les transports en commun de Mexico. Basée sur le standard international Calypso, son émission et son entretien sont à la charge du Gouvernement de la Ville du Mexique et il est compatible avec le métro de Mexico, le metrobús, le métro léger, le trolleybus, le cablebús (téléphérique), le réseau de transport de passagers (bus) et le système Ecobici,,,.
À partir de 2020 le Cablebús, les trolleybus du Service de Transports Électriques et les bus du Réseau de Transport de Passagers de la Ville du Mexique ainsi que l'accès aux stationnements vélos publics auront des capteurs pour le paiement avec cette carte. Cette-dernière fonctionne de façon similaire à une carte de débit, c'est-à-dire qu'il est nécessaire de recharger la carte, et le solde est décompté à chaque montée,.

## Antécédents
L'antécédent au paiement automatique dans le métro de Mexico est un système d'abonnement, billet en plastique avec lequel il était possible d'entrer autant de fois que nécessaire. Il s'est vendu de 1986 à 1995. Le projet de carte pour le paiement électronique des transports en commun à Mexico a commencé en octobre 2005, avec une période de test dans le Métro de Mexico pour les personnes exemptées de paiement. La première carte publique a été mise en vente le 17 juin 2006, quand se sont vendues les 17 950 cartes. En mars 2008, plus d'un million deux cents mille cartes étaient vendues.

## Développement
Le 17 octobre 2012 a débuté le processus de mise en place d'une carte unique sans contact pour le transport de la capitale, avec l'émission de 2 millions 900 mille Cartes du District Fédéral (TDF). En octobre 2014 est émise une nouvelle carte homologuée pour tous les transports, y compris le système de vélo Ecobici. Cette dernière devait se solliciter actualisée dans ce système. En 2014 la carte a été renommée Carte CDMX.
En 2018 a initié une nouvelle transition de ce système de paiement basé sur le standard international Calypso créé par l'organisation à but non lucratif Calypso Networks Association. La nouvelle carte unique de transport de la Ville du Mexique, appelée Carte de Mobilité Intégrée, a été présentée le 16 octobre 2019, et son design est le fruit d'une collaboration avec Lance Wyman.
Depuis le 31 janvier 2020 (21 février pour le Metrobús), les systèmes de validation et de rechargement de la ville ont arrêté d'accepter les anciennes cartes.

## Caractéristiques
- Le solde maximal pour la carte est de 500 pesos mexicains.
- Le solde chargé est valide durant 300 jours.
- Le coût de la carte est de 15 pesos mexicains dans les guichets du métro de la ville et de 15 pesos dans les machines automatiques du Metrobús[9].

## Systèmes qui acceptent la carte
| Système de transport                                    | Coût de la carte (pesos)       | Recharge                                     | Statut                                                                                            |
| ------------------------------------------------------- | ------------------------------ | -------------------------------------------- | ------------------------------------------------------------------------------------------------- |
| Métro de la Ville du Mexique                            | 20,00 (Inclut 5 $ d'un voyage) | Guichets et machines de vente et de recharge | Actif                                                                                             |
| Metrobús                                                | 21,00 (Inclut 6 $ d'un voyage) | Machines de vente et de recharge             | Actif                                                                                             |
| Train Léger                                             | 18,00 (Inclut 3 $ d'un voyage) | Guichets et machines de vente et il chamarre | Actif                                                                                             |
| Ecobici                                                 | Fournie lors de l'inscription  | Centres d'attention de Ecobici               | Actif                                                                                             |
| Cablebús                                                | 22,00 (Inclut 7 $ d'un voyage) | Machines de vente et de recharge             | Actif                                                                                             |
| Service de Transports Électriques                       | -                              | -                                            | Acceptée dans la route Axe Central. Pente d'implémentation dans le reste du système.              |
| Réseau de Transport de Passagers de la Ville du Mexique | -                              | -                                            | Acceptée sur la ligne "Circuit Bicentenario". En cours d'implémentation dans le reste du système. |
| Stationnements vélos                                    | -                              | -                                            | Actif                                                                                             |